# Papaipema vaha
Papaipema vaha är en fjärilsart som beskrevs av Benjamin 1933. Papaipema vaha ingår i släktet Papaipema och familjen nattflyn. Inga underarter finns listade i Catalogue of Life.